# صومعه خبی
صومعه خبی (به گرجی: ხობის მონასტერი) یک صومعه در گرجستان است که در شهرداری خبی واقع شده‌است.